# 苏-75战斗机
苏-75（俄语：Су-75；代号：“绝杀”）是一款苏霍伊航空集团正在研发中的中型单引擎第五代战斗机，未来可能服役于俄罗斯空天军。2021年7月的莫斯科国际航空航天展览会上，俄罗斯总统普京亲自展示了一架Su-75的1：1 的模型机，该机被定位为轻型隐身战术飞机，旨在填补俄製出口武器的空白，并与美国的F-35战斗机在国际市场上竞争。
Su-75采用单发设计，配备AL-41F1S发动机（又称“产品30”），最大推力可达17.5吨，最大飞行速度为1.8马赫，航程约2900公里，作战半径超过1400公里。该机具备隐身性能，采用内置弹舱设计，可携带最多5枚空空导弹，最大战斗载荷为7.4吨。此外，Su-75配备“甲虫-MAE”有源相控阵雷达，能探测180-200公里内的隐形目标，并具备人工智能辅助作战能力。
俄罗斯官方宣称，Su-75的单价约为2500万至3000万美元，远低于F-35的售价，目标客户包括阿根廷、越南、印度及非洲等发展中国家。然而，由于俄乌战争的影响及西方制裁，苏-75的研发进度受到阻碍，首飞时间从原计划的2023年推迟至2025年底，量产计划则预计于2026年启动。部分军事专家质疑该机能否如期进入国际市场，并指出其在隐身技术和航电系统方面仍存在短板。
Su-75计划生产单座、双座及无人驾驶三种版本，未来可能与苏-57协同作战，或独立执行任务。俄罗斯国家技术集团预计，该机的外销目标为300架，但受国际政治环境影响，其市场前景仍不明朗。。

## 技术指标
苏霍伊Checkmate：
- 作战半径：1500公里[9]
- 设计航程：3000公里
- 重：18吨
- 战斗载荷：载弹量7.4吨（最多可挂载5枚空对空导弹）[9]
- 最大速度：1.8-2马赫[9]
- 最大过载：8G[9]

## 相關
类似型号
- F-35
- X-32
- FC-31
- AMCA